# Liste der Bodendenkmale in Rehden
In der Liste der Bodendenkmale in Rehden sind die Bodendenkmale der niedersächsischen Gemeinde Rehden aufgeführt. Die Quelle ist der Denkmalatlas Niedersachsen.
- Bitte beachten Sie, dass diese Liste keinen Anspruch auf Vollständigkeit erhebt.
- Die Angaben ersetzen nicht die rechtsverbindliche Auskunft der zuständigen Denkmalschutzbehörde.
- Es sind nur Daten aus dem Denkmalatlas verarbeitet.
- Der Stand der Liste ist der 25. Mai 2025.

Rehden im Landkreis Diepholz

## Allgemein
In den Spalten finden sich folgende Informationen des Bodendenkmales:
| Lage         | geographische Koordinaten                                                           |
| Bezeichnung  | Bezeichnung lt. Denkmalatlas                                                        |
| Beschreibung | Beschreibung lt. Denkmalatlas                                                       |
| ID           | Objekt-ID                                                                           |
| Bild         | Bild, ggf. zusätzlich mit Link zu weiteren Fotos im Medienarchiv Wikimedia Commons. |

## Rehden
| Lage                        | Bezeichnung          | Beschreibung                             | ID       | Bild |
| --------------------------- | -------------------- | ---------------------------------------- | -------- | ---- |
| 52° 36′ 29″ N, 8° 31′ 37″ O | Rehden 14, Grabhügel | Durchmesser ca. 15 m und Höhe ca. 1,2 m. | 35603612 | BW   |
| 52° 37′ 28″ N, 8° 30′ 35″ O | Rehden 42, Grabhügel | Durchmesser ca. 8 m und Höhe ca. 0,4 m.  | 39311692 | BW   |
| 52° 37′ 30″ N, 8° 30′ 35″ O | Rehden 44, Grabhügel | Durchmesser ca. 8 m und Höhe ca. 0,5 m.  | 39311723 | BW   |
| 52° 36′ 37″ N, 8° 31′ 38″ O | Rehden 45, Grabhügel | Durchmesser ca. 13 m und Höhe ca. 0,9 m. | 43983195 | BW   |
| 52° 37′ 30″ N, 8° 30′ 34″ O | Rehden 71, Grabhügel | Durchmesser ca. 7 m und Höhe ca. 0,3 m.  | 50077862 | BW   |